# La Chunga (Stück)
La Chunga (span. La Chunga) ist ein Stück in zwei Akten des peruanischen Literatur-Nobelpreisträgers Mario Vargas Llosa, das am 30. Januar 1986 im Theater Canout in Lima uraufgeführt wurde. Der erste Akt besteht aus fünf, der zweite aus zehn Szenen. Jede Szene ist betitelt.

## Figuren
- Die Chunga
- Meche
- Der Mono
- Josefino
- José
- Lituma

## Inhalt
1
Die Chunga, um 1945 eine ältere Wirtin in einer Kneipe in Piura, wird von den Gästen als Mannweib gesehen. Diese Lesbe nennt eine normal liebende Frau „Idiotin“ und „Sklavin ihres Mannes“. Die Gäste sind die Unbezwingbaren Mono, José und Lituma. Das Credo dieser arbeitsscheuen Gesellen kommt in einem Vers ihrer Hymne zum Ausdruck: „Saufen, Strolchen, Vögeln ist unsre erste Pflicht.“ Josefino, ein weiterer Gast, macht am Spieltisch mit den Unbezwingbaren Schulden. Also verkauft dieser Lude seine hübsche junge Freundin Meche zum Preis von 3000 Soles für eine Nacht an die Chunga.
2
Die Meche gehorcht – auch, weil sie das Gehorchen bereits erlernt hat. Manchmal musste sie vor dem brutalen Josefino niederknien. Während des lesbischen Verkehrs unterwirft sich die Meche; spricht der sinnlich-herrischenChunga nach: „Ich bin deine Sklavin und will jetzt deine Hure sein.“
Die Chunga ist obendrein eine Kupplerin. Die 3000 Soles hat sie von Lituma, der die Meche besitzen wolle. Lituma betritt das Schlafzimmer der Chunga. Die Chunga geht. Zu dem von der Chunga verkündeten Geschlechtsverkehr kommt es nicht. Lituma liebt die Meche, will mit ihr fliehen und sie heiraten.
Der Mono betritt das Schlafzimmer. Er lässt sich von der Chunga und der Meche für eine Perfidie, vor Jahren an einer Jungfrau verübt (der Mono: „Ich hab ihn ihr hinten reingesteckt.“), auspeitschen.
Hals über Kopf flieht die Meche nicht aus Piura. Wahrscheinlich ist sie von Josefino, den sie fürchtet, geschwängert worden. Die Chunga wendet alle Überredungskunst auf. Die Meche soll mit Lituma weggehen.
Als die Chunga sich nicht bereit erklärt, mit Josefino ein Bordell zu betreiben, demütigt er sie mit einer Fellatio.
Die Chunga beschwört die Meche noch einmal, vor der Gewalt zu fliehen. Vor allem soll die Meche der Chunga verheimlichen, wohin sie flüchtet. Denn wenn ihr Josefino wiederum das Messer an die Kehle setzt, wird sie wohl oder übel plaudern. Die Chunga steckt der Meche die 3000 Soles zu.

## Form und Interpretation
Ganz so, wie das Stück oben unter „Inhalt“ skizziert ist, sieht es der Zuschauer nicht. Auf der Bühne wird neben der realen eine virtuelle Ebene geboten. Auf das Unwirkliche verweist unter anderem die Überschrift der zweiten Szene des zweiten Aufzugs: „Der Traum des Spanners“. In mehreren Szenen des zweiten Akts ist eine Figur auf der Bühne präsent, wird aber von den restlichen agierenden Figuren „übersehen“. Diese Technik erfährt eine Steigerung. Als Josefino am Schluss des Stücks die Chunga zur Fellatio zwingt, geht aus den Bühnenanweisungen „... was ihm die unsichtbare Chunga antut“ und „Die Chunga hat sich wieder neben Josefino materialisiert“ die Solodarbietung dieser Sexualpraktik (bei der eigentlich zwei Personen im Spiel sein müssten) durch Josefino auf der Bühne hervor.
Zwischen den beiden Akten klafft eine große zeitliche Lücke. Der zweite Akt spielt in der Gegenwart. Die Meche ist fort. Die Kluft wird szenisch mit Bruchstücken überbrückt. 

## Rezeption
Scheerer nennt das Milieu dieses nicht männerfeindlichen Stücks „schmuddelig, gewalttätig, obszön“. Das Motiv Josefinos sei verständlich. Einmal im Leben wolle er auch – wie die Weißen – reich sein. Scheerer fragt: Ist die Meche gegangen? Wohin könnte sie mit dem Geld gegangen sein? 
Es gehe in dem Stück weniger um die Furcht der beiden Frauen vor dem Zuhälter Josefino als vielmehr um ein menschenwürdiges Leben der Frau in Lateinamerika. Das Wesentliche im Stück sei also: Die Chunga bleibt und erträgt als Ältere die Gewalt, doch sie verhilft der jüngeren Meche zum Ausbruch; zum Neubeginn.

### Verwendete Ausgabe
- La Chunga. Ein Stück. Deutsch von Dagmar Ploetz. Suhrkamp, Frankfurt am Main 1989 (es 1555 (Neue Folge Band 555)), ISBN 3-518-11555-3[13]

### Sekundärliteratur
- Thomas M. Scheerer: Mario Vargas Llosa. Leben und Werk. Suhrkamp, Frankfurt am Main 1991, ISBN 3-518-38289-6